# Top 100 lo Mejor del 2016
MTV Hits: Top 100 lo Mejor del 2016 fue un especial transmitido por MTV Latinoamérica durante las últimas semanas del año 2016 que se inició el Jueves 22 de diciembre en la Señales Norte y Centro y el Lunes 26 de diciembre en la señal Sur y finalizaron el Viernes 30 de diciembre de 2016. A diferencia del año pasado donde solo hubo un ranking para las tres regiones, este especial se dividió en dos conteos (una para la señales Norte y Centro y otra para la señal Sur). El conteo de MTV Norte y Centro fue encabezado por Justin Bieber por segunda vez (después de haberlo sido en 2010) con su video "Sorry", el cual ya había aparecido en el conteo del año pasado en la posición #41, mientras que en el conteo de MTV Sur fue liderado por la banda de Joe Jonas (el exmiembro de Jonas Brothers y por primera vez en 2009), DNCE con su tema "Cake in The Ocean". El siguiente es el conteo emitido por la cadena MTV Latinoamérica en el año 2016 de los videos más solicitados en ese año a través de votaciones realizadas por su página de Internet y vía Twitter por el hashtag #MTVHitsLA.

## Conteos

### MTV Norte/Centro
- 100. Teen Flirt featuring Clubz & Adrian Be - "Señales"
- 099. Tom & Collins - "Obsessed"
- 098. Technicolor Fabrics featuring Siddhartha - "Fuma"
- 097. Katy Perry - "Rise"
- 096. BETA - "Aire"
- 095. Jake Bugg - "Gimme To Love"
- 094. Kings Of Leon - "Waste A Moment"
- 093. Cash Cash Feat. Sofía Reyes - "How To Love"
- 092. Blossoms - "Charlemagne"
- 091. Zara Larsson - "Ain't My Fault"
- 090. Lady Gaga - "Perfect Illusion"
- 089. Fifth Harmony Feat. Fetty Wap - "All in My Head (Flex)"
- 088. Green Day - "Bang Bang"
- 087. Leon Bridges - "River"
- 086. Majid Jordan - "King City"
- 085. The Internet" - "Special Affair / Curse"
- 084. Pink - "Just Like Fire"
- 083. Demi Lovato - "Stone Cold"
- 082. Dua Lipa - "Blow Your Mind (Mwah)"
- 081. Lil Wayne, Wiz Khalifa & Imagine Dragons & Logic & Ty Dolla Sign featuring X Ambassadors - "Sucker for Pain"
- 080. Chvrches - "Clearest Blue"
- 079. Babasónicos - "Vampi"
- 078. Radiohead - "Burn the Witch"
- 077. León Larregui - "Tiraste A Matar"
- 076. MØ - "Final Song"
- 075. Grimes - "California"
- 074. Awolnation - "Woman Woman"
- 073. Years & Years Feat. Tove Lo - "Desire"
- 072. Zayn - "LIKE I WOULD"
- 071. Kungs vs. Cookin' On 3 Burners - "This Girl"
- 070. David Guetta featuring Zara Larsson - "This One's for You (UEFA EURO 2016 Offical Song)"
- 069. Lost Frequencies featuring Janieck Devy - "Reality"
- 068. DNCE - "Toothbrush"
- 067. 99 Souls featuring Destiny's Child & Brandy - "The Girl Is Mine"
- 066. Halsey - "Colors"
- 065. Porter - "La China"
- 064. Future featuring The Weeknd - "Low Life"
- 063. Selena Gomez - "Kill Em with Kindness"
- 062. Coldplay - "Up&Up"
- 061. Mon Laferte - "Si Tú Me Quisieras"
- 060. Bebe Rexha Feat. Nicki Minaj - "No Broken Hearts"
- 059. 5 Seconds of Summer - "Girls Talk Boys"
- 058. Nick Jonas Feat.Tove Lo - "Close"
- 057. Jonas Blue Feat. Dakota - "Fast Car"
- 056. Galantis - "No Money"
- 055. Meghan Trainor - "Me Too"
- 054. Ariana Grande - "Dangerous Woman"
- 053. Justin Bieber - "Company"
- 052. Lukas Graham - "7 years"
- 051. Beyoncé - "Sorry"
- 050. Calvin Harris Feat. Disciples - "How Deep Is Your Love"
- 049. Jonas Blue Feat.JP Cooper - "Perfect Strangers"
- 048. Selena Gomez - "Hands to Myself"
- 047. Desiigner - "Panda"
- 046. Major Lazer & featuring Nyla & Fuse PDF - "Light It Up (Remix)"
- 045. Jesse & Joy - "Llegaste Tú"
- 044. Reik - "Ya Me Entere"
- 043. Miguel Bosé Feat.Fonseca - "Bambú (MTV Unplugged)"
- 042. One Direction - "History"
- 041. Sia - "The Greatest"
- 040. Bruno Mars - "24K Magic"
- 039. The Weeknd Feat.Daft Punk - "Starboy"
- 038. Adele - "Send My Love (To Your New Lover)"
- 037. Troye Sivan - "Youth"
- 036. Meghan Trainor - "No"
- 035. Ariana Grande - "Into You"
- 034. The Chainsmokers Feat. Daya - "Don't Let Me Down"
- 033. Café Tacuba - "Un Par De Lugares"
- 032. Red Hot Chili Peppers - "Dark Necessities"
- 031. Shawn Mendes - "Treat You Better"
- 030. Coldplay - "Adventure of a Lifetime"
- 029. Maluma - "El Perdedor"
- 028. David Bowie - " Lazarus"
- 027. Justin Bieber - "Love Yourselft"
- 026. Twenty One Pilots - "Heathens"
- 025. Nicky Jam - "Hasta el amanecer"
- 024. Charlie Puth Feat. Selena Gomez - "We Don't Talk Anymore"
- 023. Mon Laferte - "Tu Falta De Querer"
- 022. Ariana Grande Feat .Nicki Minaj - "Side to Side"
- 021. León Larregui - "Locos"
- 020. Enrique Iglesias Feat. Wisin - "Duele el corazón"
- 019. Drake - "Hotline Bling"
- 018. Major Lazer Feat.Justin Bieber & MØ - "Cold Water"
- 017. Justin Timberlake - "Can't Stop the Feeling!"
- 016. Zayn - "Pillowtalk"
- 015. Adele - "Hello"
- 014. J Balvin - "Bobo"
- 013. Twenty One Pilots - "Stressed Out"
- 012. DJ Snake featuring Bipolar Sunshine - "Middle"
- 011. Mike Posner - "I Took a Pill in Ibiza (Seeb Remix)"
- 010. Jesse & Joy "Me Muero"
- 009. Coldplay - "Hymn for the Weekend"
- 008. Sia Feat. Sean Paul - "Cheap Thrills"
- 007. Rihanna Feat.Drake - "Work"
- 006. Paty Cantú - "Amor,Amor,Amor"
- 005. DNCE - "Cake by the Ocean"
- 004. The Chainsmokers Feat.Halsey - "Closer"
- 003. Calvin Harris featuring Rihanna - "This Is What You Came For"
- 002. Fifth Harmony Feat.Ty Dolla Sign - "Work from Home"
- 001. Justin Bieber - "Sorry"

### MTV Sur
- 100. Los Caligaris featuring La Pegatina - "Que Corran"
- 099. Flo Rida - "My House"
- 098. Britney Spears featuring G-Eazy - "Make Me..."
- 097. Miley Cyrus - "BB Talk"
- 096. Katy Perry - "Rise"
- 095. Babasónicos - "El Maestro"
- 094. OneRepublic - "Wherever I Go"
- 093. Las Pelotas - "Víctimas Del Cielo"
- 092. Banda de Turistas - "Estoy Bien Mal"
- 091. Calvin Harris - "My Way"
- 090. Green Day - "Still Breathing"
- 089. DNCE - "Body Moves"
- 088. Charlie Puth - "One Call Away"
- 087. Selena Gomez - "Kill Em with Kindness"
- 086. Poncho featuring Alejandro Álvarez - "Flores De Acapulco"
- 085. Niall Horan - "This Town"
- 084. J Balvin featuring Pharrell Williams , BIA & Sky - "Safari"
- 083. David Guetta featuring Zara Larsson - "This One's for You (UEFA EURO 2016 Offical Song)"
- 082. Ariana Grande Feat .Nicki Minaj - "Side to Side"
- 081. Lady Gaga - "Perfect Illusion"
- 080. Sia - "The Greatest"
- 079. Halsey - "New Americana"
- 078. Alan Walker - "Faded"
- 077. Rae Sremmurd featuring Gucci Mane - "Black Beatles"
- 076. Years & Years Feat. Tove Lo - "Desire"
- 075. Kings Of Leon - "Waste A Moment"
- 074. Miranda! - "743"
- 073. The Weeknd - "In the Night"
- 072. Panic! at the Disco - "LA Devotee"
- 071. Zara Larsson - "Ain't My Fault"
- 070. Turf - "La Canción Del Supermercado"
- 069. David Guetta featuring Sia & Fetty Wap - "Bang My Head"
- 068. Green Day - "Bang Bang"
- 067. Blink-182 - "Bored to Death"
- 066. Lali - "Boomerang"
- 065. Red Hot Chili Peppers - "Dark Necessities"
- 064. Bebe Rexha Feat. Nicki Minaj - "No Broken Hearts"
- 063. Fifth Harmony Feat. Fetty Wap - "All in My Head (Flex)"
- 062. Airbag - "Vivamos el momento"
- 061. Maroon 5 - "Don't Wanna Know"
- 060. Cali y El Dandee featuring Juan Magan & Sebastián Yatra - "Por Fin Te Encontré"
- 059. Lali - "Soy"
- 058. Octafonic - "Mini Buda"
- 057. Skrillex & Rick Ross - "Purple Lamborghini"
- 056. Benjamín Amadeo - "Volaré"
- 055. Fall Out Boy featuring Demi Lovato - "Irresistible"
- 054. 5 Seconds of Summer - "Jet Black Heart"
- 053. Chano! - "Carnavalintro"
- 052. Carlos Vives Feat. Shakira - "La Bicicleta"
- 051. One Direction - "History"
- 050. Dua Lipa - "Be The One""
- 049. Ariana Grande - "Into You"
- 048. Taylor Swift - "Out of the Woods"
- 047. Bersuit Vergarabat - "Que Hable De Vos"
- 046. Alessia Cara - "Wild Things"
- 045. No Te Va Gustar - "Prendido Fuego"
- 044. Shawn Mendes - "Treat You Better"
- 043. The Chainsmokers Feat. Daya - "Don't Let Me Down"
- 042. Coldplay - "Hymn for the Weekend"
- 041. Adele - "Send My Love (To Your New Lover)"
- 040. Illya Kuryaki and the Valderramas - "Gallo Negro"
- 039. Los Auténticos Decadentes - "Tanta Soledad"
- 038. Ellie Goulding - "Army"
- 037. Joey Montana - "Picky"
- 036. Martin Garrix & Bebe Rexha - "In The Name Of Love"
- 035. Indios - "Julie"
- 034. Calvin Harris featuring Rihanna - "This Is What You Came For"
- 033. Twenty One Pilots - "Heathens"
- 032. Maxi Trusso - "Streets Of Rock And Roll"
- 031. Enrique Iglesias Feat. Wisin - "Duele el corazón"
- 030. Coldplay - "Adventure of a Lifetime"
- 029. Beyoncé - "Sorry"
- 028. Miguel Bosé Feat.Fonseca - "Bambú (MTV Unplugged)"
- 027. Babasónicos - "Vampi"
- 026. Buenas Tardes - "Canción De Luna"
- 025. Jesse & Joy Feat. Alejandro Sanz - "No Soy Una De Esas"
- 024. J Balvin - "Bobo"
- 023. DJ Snake featuring Bipolar Sunshine - "Middle"
- 022. Será Pánico - "Chinita"
- 021. Lukas Graham - "7 years"
- 020. Fifth Harmony Feat.Ty Dolla Sign - "Work from Home"
- 019. Bruno Mars - "24K Magic"
- 018. Zayn - "Pillowtalk"
- 017. Estelares- "Es El Amor"
- 016. Major Lazer Feat.Justin Bieber & MØ - "Cold Water"
- 015. Rihanna Feat.Drake - "Work"
- 014. Coldplay - "Up&Up"
- 013. Desiigner - "Panda"
- 012. Maluma - "El Perdedor"
- 011. Sia - "Cheap Thrills"
- 010. Justin Timberlake - "Can't Stop the Feeling!"
- 009. The Weeknd Feat.Daft Punk - "Starboy"
- 008. Turf - "Kurt Cobain"
- 007. Mike Posner - "I Took a Pill in Ibiza (Seeb Remix)"
- 006. Twenty One Pilots - "Stressed Out"
- 005. Maxi Trusso - "Taste Of Love"
- 004. Justin Bieber - "Love Yourselft"
- 003. Será Pánico - "Enfermizo Paraíso"
- 002. The Chainsmokers Feat.Halsey - "Closer"
- 001. DNCE - "Cake by the Ocean"

### MTV Norte/Centro
- Videos en Inglés: 82
- Videos en Español: 12
- Artista con más videos: Justin Bieber: 4
- Mayor distancia entre videos de un mismo artista: Fifth Harmony: 87
- Menor distancia entre videos de un mismo artista: Rihanna: 4

### MTV Sur
- Videos en Inglés: 54
- Videos en Español: 46
- Artista con más videos: Justin Bieber, Coldplay: 3
- Mayor distancia entre videos de un mismo artista: Sia: 69
- Menor distancia entre videos de un mismo artista: Justin Bieber: 12